# Timo Kulonen
Timo Kulonen (Forssa, Finnország, 1967. november 1. –) finn profi jégkorongozó.

## Karrier
Komolyabb junior karrierjét a FPS Forssa csapatában kezdte 1985-ben. Még ebben az évben részt vett a junior Európa-bajnokságon. A következő szezonban már a KalPa Kuopio csapatában játszott és részt vett a junior-világbajnokságon. A következő évben szintén képviselte a hazáját a junior-világbajnokságon. Az 1987-es NHL-drafton a Minnesota North Stars választotta ki a hetedik kör 130. helyén az NHL-ben sosem játszott. 1990-ig játszott a KalPa Kuopioban. Ezután egy évet a HPK Hämeenlinnában töltött. 1991–1994 között a Lukko Rauma csapatában szerepelt. Majd egy év a TuTo Turkuban és ezután 1995–1997 között a HC Brestben szerezte a pontokat. 1997–1998-ban a Bietigheim Steelersbe került de egy év után visszatért a HC Brestbe ahol 1998–2004 között játszott. 2004-ben visszatért hazájába egy alsóbb osztálybeli csapatba a LLuja Huittinenbe. Itt 2007-ig játszott végül 2008-ban vonult vissza a FPS Forssaból.

## Díjai
- Junior világbajnok: 1987
- SM-liiga bronzérem: 1991, 1994
- Francia bajnok: 1996, 1997
- Francia másodosztály bajnok: 2000
- Francia harmadosztály bajnok: 2002